# E-Business Suite
E-Business Suiteは米Oracle社が開発したERPパッケージ。メインのグラフィカルユーザインタフェース (GUI) はJavaアプレットを使用して作成されており、基本的に個別のソフトウェアのインストールを行わずブラウザからの実行が可能となっている。略称はEBS
以前は　Oracle Applications (APPS) と呼ばれていたが 11i(11.5)よりこの呼び方になった。
SAP R/3やSAP S/4HANAなどのSAP製品群に次ぐシェア2位のERPパッケージである。最新のバージョンは12である。
SAP社は歴史のあるドイツ発のソフトベンダーのため、製品が各業界のソリューションとして厳密に一体化されている。伝統産業、業務変化の少ない業界に非常に適切である。Oracle EBS(Apps)は歴史は1988からで、比較的に短いが、モジュール化、Javaなど比較的に新しい技術のベースで策されるため、カスタマイズ・他システムの提携が比較的に行いやすい。
また、かつてSAPはアプリケーションパッケージしか商用レベル提供しておらず、業務層、アプリケーション層のソリューションとOracle Databaseを含め、DB2、Microsoft SQL Server など他社のデータベース層の製品をあわせてソリューションを提供しているのに対して、E-Business SuiteはOracleが業務層、アプリケーションサーバ層、データベース層、クラスター層、オペレーティングシステム層を全部提供しており優位性があった。しかし、SAPが2010年5月にデータベース大手Sybase社を買収、続いてインメモリーデータベースSAP HANAを2010年11月にリリースし、更に独自のクラウド環境でERP製品を提供可能になった事からこの点のアドバンテージは消失しており、シェア争いは激化している。